# كريستيان نافا
كريستيان نافا (بالإنجليزية: Cristian Nava)‏ هو لاعب كرة قدم أمريكي، ولد في 2 سبتمبر 2003 في ألباكركي في الولايات المتحدة.

## وصلات خارجية
- كريستيان نافا على موقع قاعدة بيانات كرة القدم.إي يو (الإنجليزية)
- كريستيان نافا على موقع Soccerway.com (الإنجليزية)